# Terapeuta ocupacional
Terapeuta Ocupacional é um profissional de saúde com formação de nível superior em Ciência Ocupacional e nas áreas da Saúde: Biológicas, Ciências Sociais e Humanas. O terapeuta ocupacional tem por objetivo promover a saúde, qualidade de vida e bem-estar de pessoas com alterações no desempenho das atividades do dia a dia, decorrentes de problemas cognitivos, afetivos, sociais, psíquicos, percetivos e psico-motores, sejam estes decorrentes congénitos, decorrentes de traumas, doenças mentais, doenças adquiridas ou situações sociais desfavoráveis. Durante sua formação académica, aprende matérias como anatomia, cinesiologia, biomecânica, desenvolvimento humano, psicologia, análise de atividades, recursos terapêuticos, pediatria, neurologia, psiquiatria, gerontologia, tecnologias de apoio, produtos de apoio, de entre outras. Participa em estágios supervisionados por Terapeutas Ocupacionais, que têm carácter obrigatório e decorrem em diferentes contextos, tipologias de instituições, com vários tipos de populações de todas as idades. O Terapeuta Ocupacional trabalha com a pessoas e os seus cuidadores, adaptando o contexto ou as tarefas de modo a promover o envolvimento ocupacional da pessoa nas atividades de vida diária que esta queira fazer ou voltar a fazer.

## No Brasil
No Brasil, a área da Terapia Ocupacional é regulamentada pelo Decreto Lei 938 de 13 de outubro de 1969 e que possui um código de ética supervisionado pelo Conselho Federal de Fisioterapia e Terapia Ocupacional (COFFITO).

## Em Portugal
Em Portugal existem cinco escolas superiores onde se formam os terapeutas ocupacionais: Escola Superior de Saúde do Alcoitão, Escola Superior de Saúde do Politécnico do Porto, Escola Superior de Saúde do Politécnico de Leiria, Escola Superior de Saúde do Politécnico de Beja e Escola Superior de Saúde de Santa Maria.